# Édouard Kriff
Edouard Kriff (en réalité Joseph Edouard Krihiff) est un chanteur d'opéra français. C'est un ténor né à Alger le 3 août 1905, mort le 29 mars 1966.

## Biographie

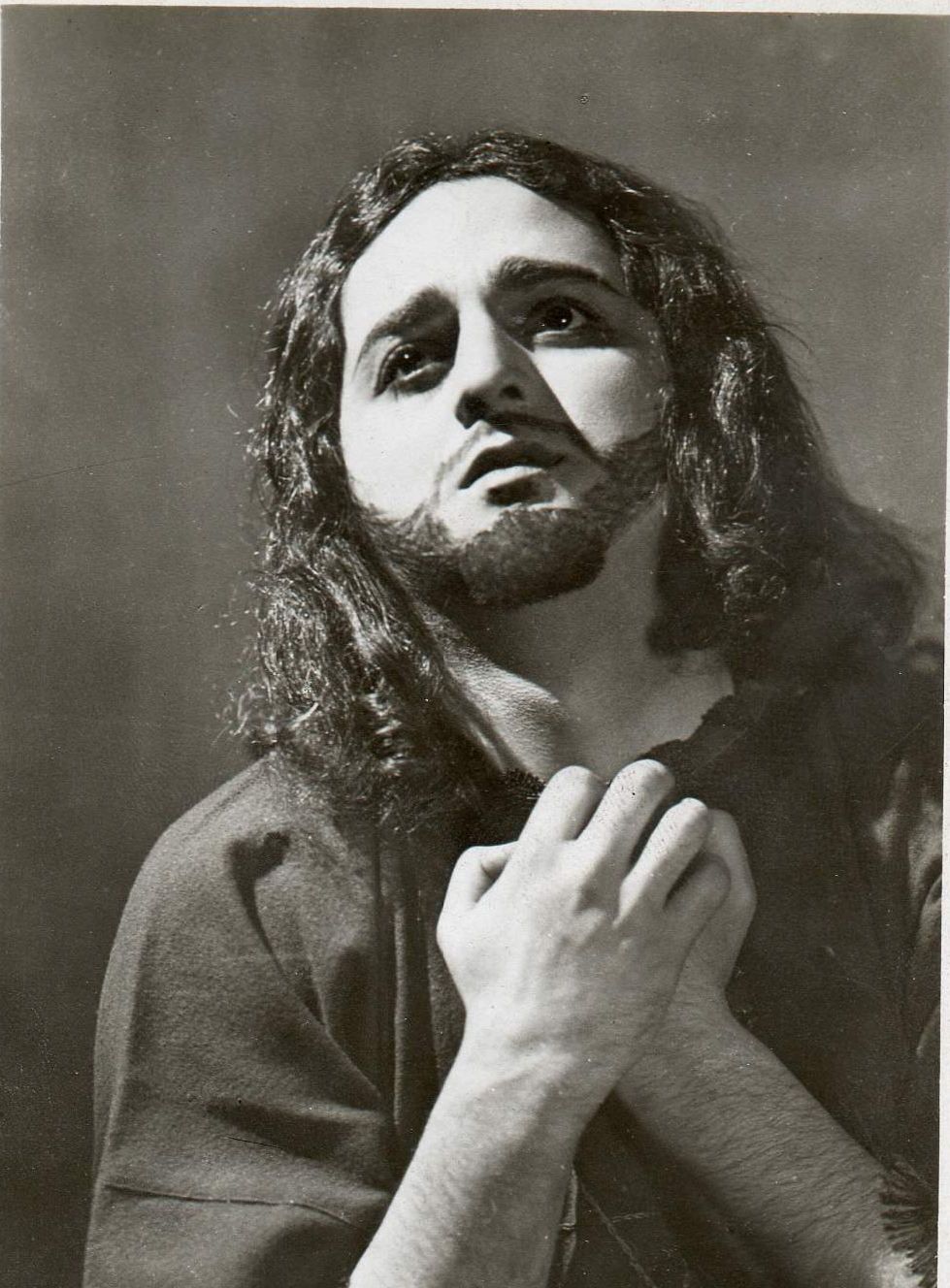
Edouard Kriff

À 22 ans, il participe à plusieurs rallyes Citroën en Afrique du Nord, en particulier Gabès/Alger et est nommé chef comptable des usines de la marque en 1928.
À 24 ans, il quitte Alger pour Paris et dès son arrivée, se fait inscrire à l’école de chant et de scène lyrique chez Marguerite Carrère, grand soprano de l’Opéra. Il y fait ses premières rencontres artistiques et en particulier celle de Léon Xanrof l’époux de la directrice, auteur du célèbre ‘Un Coche allait trottinant’ qui lui trouve son premier nom de scène : Griff. Il le modifiera quelques années plus tard pour devenir définitivement Edouard Kriff.
En 1932, il débute en tournée dans les premiers rôles d’opérette, puis à Paris l’année suivante dans des tours de chant cabaret où on le voit sur la même affiche que Viviane Romance et Pierre Dac. Il passe aussi régulièrement sur Radio Cité où il interprète, en direct, des mélodies françaises.
En 1934, encore sous le nom de Griff, sous contrat avec la maison de disques Parlophone, il enregistre des tangos, accompagné par l’orchestre Sacha Berini. En 1936, au Cirque d’Hiver, il joue l’opérette La Princesse Saltimbanque aux côtés d’Achille Zavatta et enfin, fin 1936, il débute dans des premiers rôles d’opéras sous le nom définitif d’Edouard Kriff. La même année il fait la connaissance de sa femme, Paulette De Beer, première danseuse à la Gaîté Lyrique.
Son premier contrat à l’année au Théâtre national de l’Opéra de Paris date de septembre 1938. Il chante le rôle de Samson du Samson et Dalila de Saint-Saëns, Radamès d’Aida de Verdi puis Faust de la Damnation de Faust de Berlioz.
La guerre est déclarée. Il est soldat à Laon. Après l’armistice de juin 1940, il est contraint de passer en zone libre et s’installe à Marseille où l’Opéra l’accueille. On le voit et on l’entend à la Radio Nationale, la plupart du temps sous la direction de Paul Bastide dans une trentaine de premiers rôles.
Dénoncé en tant que juif par des employés du théâtre, il est arrêté par la police collaborationniste française le 22 janvier 1943, en même temps que sa mère. Elle ne reviendra pas de Sobibor. Lui, s’évade tout de suite en sautant du train qui le menait en Allemagne.
En 1944, il reprend ses activités à l’Opéra-Comique où il chante Don José de Carmen, Werther (rôle-titre), Hoffmann des Contes, Canio de Paillasse. Il est Hippias à la reprise des Noces Corynthiennes d’Henri Büsser à l’Opéra en 1949 et Julien à la reprise de Louise de Gustave Charpentier en 1950. De 1956 à 1958 il est directeur de la scène de l’Opéra Comique.
En 1961, il crée avec George Hirsch, ex-administrateur de la RTLN (Réunion des théâtres lyriques nationaux) une association destinée à rapprocher le théâtre, particulièrement musical des populations de la banlieue parisienne. C’est Rayonnement du Théâtre. Des solistes de l’Opéra, pour le chant : Jacqueline Brumaire, Alain Vanzo, Michel Cadiou, Michel Dens et de la danse de l’Opéra, Liane Daydé, Michel Renault s’y produisent régulièrement dirigés par des chefs comme Jésus Etcheverry et Richard Blareau. Maurice Escande de la Comédie Française vient également participer à l’expérience décentralisatrice de même que le grand pianiste Daniel Wayenberg.
En 1964, grâce à Georges Dardel, président du conseil général de la Seine, une nouvelle association voit le jour en prolongement de la précédente : Le Théâtre de la Région Parisienne. Ses moyens financiers sont assez considérables pour l’époque dont Edouard Kriff reste le délégué général, qu’il était dans la précédente association. 
Il le demeure jusqu’à son décès causé par un cancer généralisé, le 29 mars 1966. Il est inhumé au cimetière parisien de Pantin dans la 36e division. Il repose avec son épouse, Paulette De Beer (1912-2003),

## Discographie
- Récital d’Airs d’opéras et chansons napolitaines (Malibran Musique)
- Enregistrement intégral de Louise de G. Charpentier (Malibran Musique)

## Résumés de carrière
- Jean Gourret, Dictionnaire des chanteurs de l’Opéra, éd. Albatros, Paris, 1982
- Stéphane Wolff, Un demi-siècle d'Opéra-Comique (1900-1950), éd. André Bonne, Paris, 1953.
- Grosses Sängerlexicon, vol. 4, K.G. Saur, Munich, 2003